# Leptocereus carinatus
Leptocereus carinatus ist eine Pflanzenart in der Gattung Leptocereus aus der Familie der Kakteengewächse (Cactaceae). Das Artepitheton carinatus stammt aus dem Lateinischen, bedeutet ‚gekielt‘ und verweist auf die an den Blüten und Früchten vorhandenen Rippen.

## Beschreibung
Leptocereus carinatus wächst strauchig, ist wenig verzweigt und erreicht Wuchshöhen von 2 bis 2,5 Meter. Die trüb hellgrünen, segmentierten, aufsteigenden und verlängerten Triebe verzweigen nur selten. Sie sind 60 bis 200 Zentimeter lang und erreichen Durchmesser von 2 bis 2,5 Zentimeter. Es sind fünf, selten vier bis sechs, abgeflachte Rippen vorhanden, die auffällig wellig sind. Die nadeligen, geraden gelblichen Dornen vergrauen im Alter. Die zwei bis drei Mitteldornen sind 1,8 bis 2,5 Zentimeter lang. Die meist sechs Randdornen stehen beiderseits des Areolenrandes und erreichen eine Länge von 0,8 bis 3 Zentimeter.
Die röhrenförmigen weißen Blüten erscheinen an den Triebspitzen und öffnen sich in der Nacht. Sie sind 5 bis 6,7 Zentimeter lang. Ihr Perikarpell und die Blütenröhre weisen fünf bis sechs Rippen auf und sind wenig bedornt. Die ellipsoiden bis spindelförmigen grünen Früchte sind gerippt. Sie sind 6 bis 7 Zentimeter lang und weisen Durchmesser von 3,5 bis 4 Zentimeter auf.

## Verbreitung, Systematik und Gefährdung
Leptocereus carinatus ist im Osten Kubas in der Provinz Camagüey verbreitet.
Die Erstbeschreibung erfolgte 1993 durch L. Alberto E. Areces-Mallea.
In der Roten Liste gefährdeter Arten der IUCN wird die Art als „Critically Endangered (CR)“, d. h. als vom Aussterben bedroht geführt.

## Nachweise